# François Dieussart (arkitekt)
 Der er flere personer med dette navn, se François Dieussart.
François Dieussart (floruit 1701-1711) var arkitekt og billedhugger.
Han var indvandret til Danmark fra Tyskland (Mecklenburg?) og var måske i familie med Charles Philippe Dieussart. Han nævnes første gang i Danmark 1701, da han fik udbetalt 120 rigsdaler for en bygningsmodel. I årene 1705-10 opmålte han for Wilhelm Friedrich von Platen, som han var knyttet til, slotte i Holsten og Jylland. Dieussart søgte 5. marts 1705 stillingen som materialskriver og fik ansættelse som sådan 15. april 1710. Han hævede sin gage 1710 og 1711 og omtales derefter ikke mere.
Dieussart omtales som teaterkyndig ("dreven i Theatris, saa vel at ordonnere som at males").
Han tegnede Sorgenfri som lyststed for grev Carl Ahlefeldt (1705-06, tegning fra 1706 i Rigsarkivet, siden ombygget, fredet) og Farumgård for Jens Rostgaard (cirka 1705, fredet).